# Paucivitellosus fragilis
Paucivitellosus fragilis är en plattmaskart. Paucivitellosus fragilis ingår i släktet Paucivitellosus och familjen Bivesiculidae. Inga underarter finns listade i Catalogue of Life.